# Museu Redpath

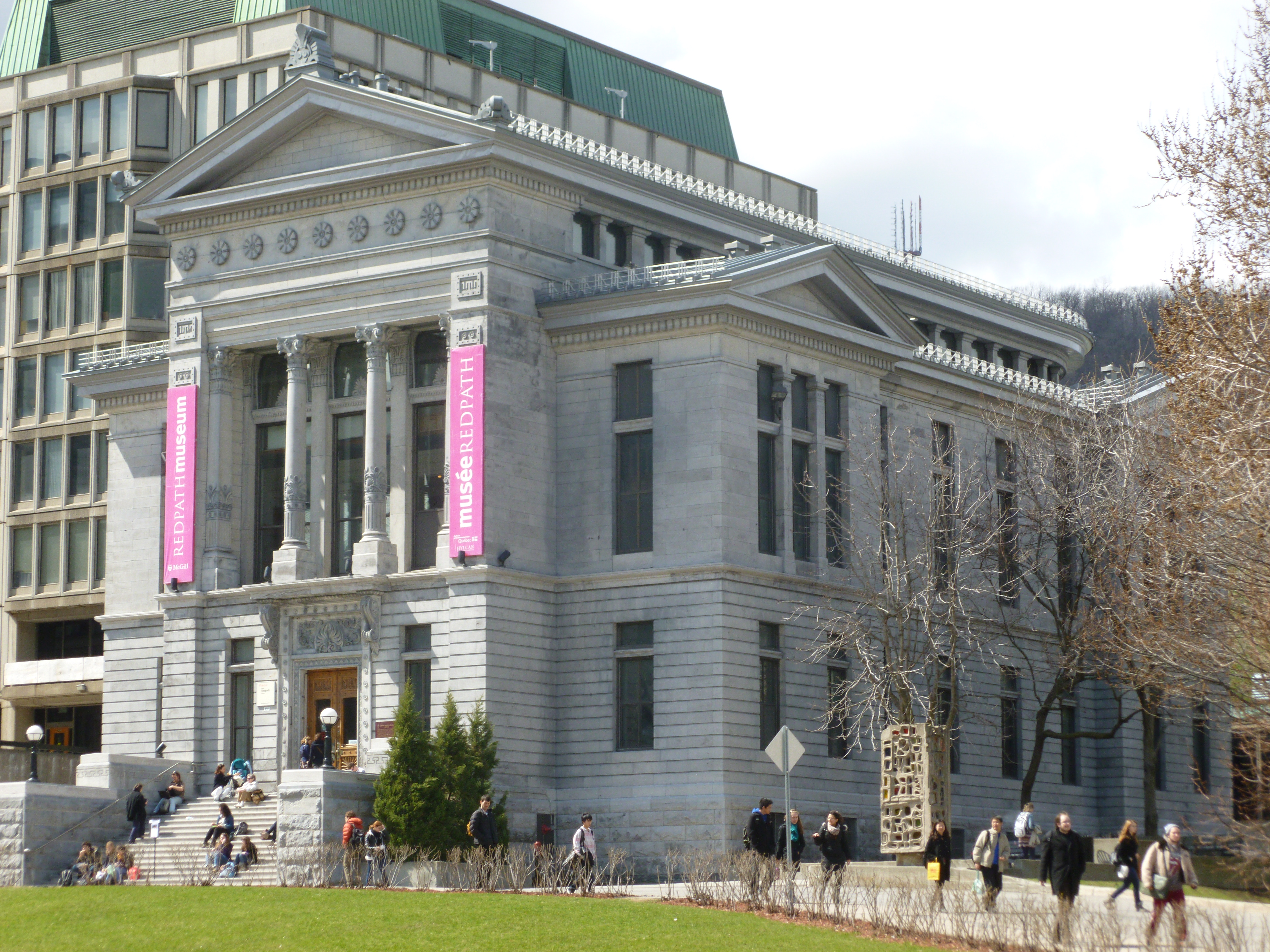
O Museu Redpath.

 O Museu Redpath (em francês:  Musée Redpath) está localizado na cidade de Montreal, no Canadá. Este museu é uma extensão da Universidade MacGill. Foi mandado construir por Peter Redpath, em 1882. Peter, era um industrial e filantropo que fez uma grande fortuna com o açúcar. Hoje, o Museu Redpath é dos melhores museus do Canadá, devido às suas extensas colecções de Etnologia, Mineralogia, Paleontologia, Geologia e Biologia.